# Bourgon
Bourgon är en kommun i departementet Mayenne i regionen Pays de la Loire i nordvästra Frankrike. Kommunen ligger i kantonen Loiron som tillhör arrondissementet Laval. År 2022 hade Bourgon 618 invånare.

## Befolkningsutveckling
Antalet invånare i kommunen Bourgon
| Referens: INSEE |